# Ghevont Alishán
Ghevont Alishán (en armenio: Ղեւոնդ Ալիշան; Constantinopla, 18 de julio de 1820-Venecia, 22 de noviembre de 1901) fue un sacerdote, historiador, educador y poeta armenio. Fue un escritor prolífico que obtuvo el reconocimiento de los círculos académicos europeos por sus contribuciones a los estudios armenios.

## Biografía
Ghevont Alishán (nombre de nacimiento: Kerovpé Alishanián) nació el 18 de julio del 1820 en Constantinopla, en una familia de armenios católicos. Fue hijo del numismático y arqueólogo Bedrós-Markar Alishanián. Después de recibir su educación primaria en la escuela local de Chalikhián (1830-1832), continuó sus estudios en la escuela mequitarista de Venecia (1832-1841). Se convirtió en miembro de la Orden mequitarista en 1838o 1840 y fue ordenado sacerdote. Adoptó el nombre Ghevont (Leoncio). De 1841 a 1850 trabajó como profesor y, a partir de 1848, como director del Colegio Rafael (el internado armenio dirigido por los mequitaristas) en Venecia. De 1849 a 1851 fue editor de la revista académica de los mequitaristas, Bazmavep. De 1852 a 1853 realizó una gira por Europa, viajó a Inglaterra, Austria, Alemania, Francia, Bélgica e Italia.De 1859 a 1861 fue profesor y director de otra escuela mequitarista, la escuela Samuel-Murat de París. Trabajó nuevamente en el Colegio Rafael entre 1866 y 1872. En 1870 se convirtió en jefe interino de la Orden mequitarista. Después de 1872 se dedicó por completo a sus actividades académicas.

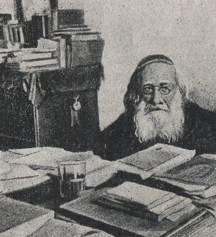
Alishán en sus últimos días (1901)

En sus últimos años, Alishán fue honrado por varias instituciones académicas europeas.Fue laureado con la Legión de Honor de la Academia Francesa (1886), miembro honorario y doctor de la Academia filosófica de Jena, miembro honorario de la Sociedad Asiática de Italia, de la Sociedad arqueológica de Moscú, la Academia de Venecia y la Sociedad Arqueológica de San Petersburgo.Murió el 22 de noviembre de 1901, y fue enterrado en la isla de San Lázaro en Venecia.

## Obras
Alishán fue un autor prolífico que escribió en diferentes géneros a lo largo de su carrera de más de sesenta años. Comenzó su carrera literaria en 1843, publicando obras en prosa y verso y artículos académicos en Bazmavep.Inicialmente ganó renombre por sus poemas, publicados primero en Bazmavep y luego compilados en una serie de volúmenes titulada Nvagk (Canciones), y por su Hushikk hayreneats hayots (Recuerdos de la patria armenia), una colección de episodios de la historia armenia en prosa vernácula. También tradujo varias obras de autores europeos al armenio.

### Poesía
Alishán escribió poemas principalmente en armenio clásico sobre temas patrióticos y religiosos. Muchos de sus poemas fueron publicados en una serie de cinco volúmenes titulada Nvagk (1857-58). El primer volumen, Mankuni, contiene oraciones y poemas religiosos para niños. El tercer volumen, Hayruni, consta de poemas patrióticos, incluido el ciclo de poemas en armenio vernáculo subtitulado «Ergk Nahapeti» ('Canciones del patriarca', por el seudónimo con el que firmó estos poemas, Nahapet), que tradicionalmente se considera el mayor logro poético de Alishán. El cuarto volumen, Teruni, consta de poemas religiosos. El quinto volumen, Tkhruni, contiene poemas sobre el sufrimiento humano, la muerte y el exilio. Alishán abandonó la poesía a los treinta y pocos años, anunciando su salida del género con el poema "Husk ban ar Vogin nvagahann" (Una última palabra al Espíritu que canta).
Alishán fue uno de los primeros poetas armenios en escribir en estilo romántico. Sus poemas patrióticos enfatizan el concepto de patria, su belleza natural y episodios heroicos de la historia armenia. Uno de sus poemas fue posteriormente musicalizado por el violinista veneciano Pietro Bianchini y recibió el título de "Bam porotan" (¡Bum!, rugen). Después del genocidio armenio, se convirtió en una especie de himno para la diáspora armenia. Los autores mequitaristas y algunos otros críticos han calificado los poemas armenios clásicos de Alishán, con su estilo y temática clásicos, como los más valorados, mientras que menos valoran menos los poemas más vernaculos de «Ergk Nahapeti». El propio Alishán consideraba que el armenio clásico era superior a la lengua vernácula. La mayoría de los autores armenios soviéticos, por otra parte, celebraron los «Ergk Nahapeti» sobre el resto de los poemas de Alishán.

### Traducciones al armenio
Alishán tradujo obras en prosa y verso del inglés, francés, persa e italiano al armenio. Entre sus traducciones se incluyen el cuarto canto de La peregrinación de Childe Harold de Lord Byron, «Die Glocke» de Friedrich Schiller, y obras de François de Malherbe, Alphonse de Lamartine y François-René de Chateaubriand. También publicó una colección de traducciones de poetas estadounidenses, incluidos NP Willis, Andrews Norton, William Cullen Bryant y JG Whittier, bajo el título Knar amerikean (Lira americana).

### Trabajos académicos

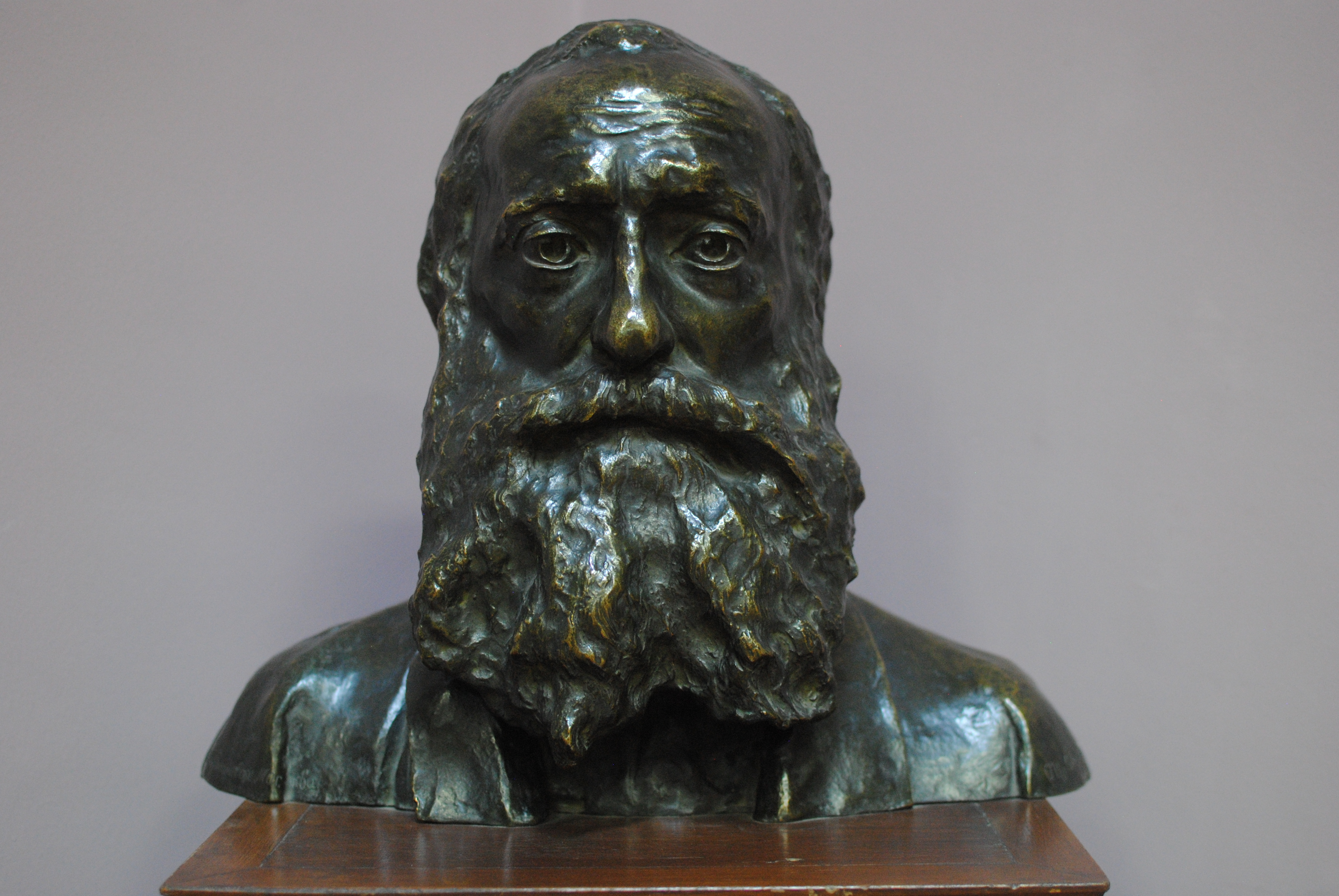
Busto de Alishán en la Galería Nacional de Armenia

Alishán planeó completar entre 20-22 grandes volúmenes sobre las provincias y distritos de la Armenia histórica, pero publicó solo cuatro: Shirak (1881), Sisuán (1885), Ayrarat (1890) y Sisakán (1893).Estas extensas obras contienen información sobre la historia, geografía, topografía, costumbres y vida vegetal de esas regiones. Algunos de sus estudios geográficos incompletos han permanecido en forma de manuscrito. Entre 1988 y 1991, Bazmavep publicó los estudios inéditos de Alishán sobre las provincias de Artsaj y Utik; el primero también se publicó como libro separado en Ereván en 1993.
La mayoría de las obras de Alishán están en armenio, pero también escribió y fue traducido al francés, inglés e italiano. Entre sus obras en idiomas europeos se incluyen una colección de canciones populares armenias traducidas al inglés (1852), una colección de fuentes primarias en italiano sobre las relaciones armenio-venecianas en el período medieval (L'Armeno-Veneto, 1893), y varias adaptaciones francesas de sus estudios armenios, como Étude de la patrie: Physiographie de l’Armenie (1861), Schirac, canton d’Ararat (1881) y Sissouan, ou l’Arméno-Cilicie: description géographique et historique (1899). Estas publicaciones en idiomas europeos hizo que el trabajo de Alishán fuera más accesible y le valió la admiración de varios académicos europeos. Más adelante en su vida, recibió varios honores de instituciones académicas europeas. En 1895, Alishán publicó Hay-Busak, un diccionario de la flora de Armenia y Hin Havatk kam hetanosakan kronk hayots (La antigua fe o la religión pagana de los armenios), un estudio de la religión armenia precristiana. En 1901 publicó Hayapatum (Historia de Armenia). La primera parte de esta obra está dedicada a la historia de la escritura histórica armenia, mientras que la segunda parte presenta 400 extractos de las obras de historiadores armenios sobre la historia de Armenia hasta el siglo XVII.
Alishán preparó muchos textos armenios antiguos para su publicación. En la serie Soperk haykakank, sacó a la luz una serie de textos breves y sencillos de la literatura armenia premoderna, que contribuyó al estudio de la historia temprana del saber armenio y de la Iglesia armenia.

### Ideología
La cosmovisión religiosa de Alishán influyó enormemente en su obra académica y literaria. Según Kevork Bardakjian, "Cualquier búsqueda [en la obra de Alishán] de disensiones con respecto a los principios cristianos sobre el Creador, la Creación y el comportamiento humano sería un intento inútil".Alishán basó su comprensión de la historia armenia en la narrativa bíblica del Génesis y trató de demostrar la visión tradicional de que el Jardín del Edén estaba ubicado en Armenia utilizando datos de la ciencia moderna. Consideraba que el patriotismo y la fe eran inseparables. Al final de su Hushikk hayreneats hayots escribió: "Quien es fiel a Dios y a sí mismo es fiel a su patria. Quien no es fiel a su patria no es fiel ni a su alma ni al cielo". Bardakjian describe el patriotismo de Alishán como "un patriotismo cultural y, en muchos sentidos, pasivo", que, no obstante, tuvo un gran impacto en el público lector armenio y en su creciente conciencia nacional. Sugiere que el "tono bullicioso" de algunos de los poemas de Alishán puede "reemplazar o encubrir sentimientos rebeldes inefables para un monje".

## Legado
La obra literaria y académica de Alishán fue muy valorada por muchos de sus contemporáneos e intelectuales posteriores. Dado que la mayor parte de la poesía de Alishán está escrita en armenio clásico, ha permanecido en gran medida inaccesible para gran parte del público lector armenio. Según Bardakjian, fue la poesía romántica de Alishán en armenio moderno la que le aseguró un lugar duradero en la historia literaria armenia. Alishán tuvo cierta influencia en las elecciones estilísticas y temáticas de autores posteriores.